# 李诗豪
李诗豪（1914年—2013年12月22日），湖北省江陵市人，中华人民共和国核医学物理学家。
毕业于山东齐鲁大学物理系，后执教于西北师范大学，华西大学、四川医学院、华西医科大学，从事核医学物理教学和科研工作。